# 東大社
東大社（とうだいしゃ）は、千葉県香取郡東庄町（下総国香取郡）にある神社。旧社格は県社。
玉依姫尊を主祭神とし、鵜葺草葺不合尊を配祀する。

## 由緒
景行天皇が東国巡幸の折に、春臣命に命じて一社を造営、玉依姫尊を祀って東海の鎮護としたことが始まりであるという。以来歴代天皇の崇敬が篤く、康和4年（1102年）に堀河天皇より「総社玉子大明神」の称号を受け、享徳3年（1454年）には後花園天皇から勅額が贈られている。歴代天皇の他、寿永3年（1184年）源頼朝が御厨一処を寄進し、徳川家康も天正19年（1591年）に神領10石を寄進した。
また下海上の総社として東荘の総氏神として遠近の信仰が篤く、特に東氏は社殿を造営しあるいは神領を奉納するなど代々崇奉した。応永2年（1395年）に東左馬助胤家が社殿を造営、現在の社殿は、本殿は文政9年（1826年）に、拝殿は文政10年（1827年）に再建されたものである。
明治6年（1873年）郷社に列し、大正8年（1919年）には県社に列した。

## 行事
20年毎に康和4年（1102年）より始まるといわれる銚子高神の浦への式年神幸祭がある。その祭には雷神社、豊玉姫神社の神輿を前後に従え、かつての東荘33郷より集まった氏子は時代風俗の仮装にて所作を演じつつ供奉する。かくて神輿は6里の沿道の奉迎をうけつつ高神の海中に神幸し、その儀は勇壮盛大である。その他、秋祭の10月20日に流鏑馬神事がある。

## 交通
- JR成田線下総橘駅より徒歩30分。